# Kamela
Kamela is een dorp in de Poolse woiwodschap Pommeren. De plaats maakt deel uit van de gemeente Somonino en telt 272 inwoners.